# Fjälkinge
Fjälkinge är en tätort i Kristianstads kommun i Skåne län och kyrkby i Fjälkinge socken, belägen cirka åtta kilometer öster om Kristianstad vid E22:an mellan Kristianstad och Bromölla. Orten är den femte största i Kristianstads kommun och är en av kommunens så kallade basorter.

## Förhistoria

### Äldre stenålder
Fjälkinge har en rik förhistoria med fynd från hela perioden. I förstudien E22 Kristianstad-Fjälkinge, Arkeologisk utredning steg 1 skriver rapportförfattarna : "Paleolitikum Upptäckten av flintredskap från Brommekultur i Fjälkingeområdet under 1990-talet kom inte som någon överraskning." Mesolitikum beskrivs med följande ord : "De mesolitiska fynden i Fjälkingetrakten utgörs främst av lösfynd, bl.a. mikroliter och tvärpilar som påträffats på sydsluttningen av Fjälkinge backe (Bror Nilssons samling, Raä 156). I området kring Fjälkinge finns även en del gårdssamlingar med fynd av kärn- och skivyxor."

### Neolitikum
Om tidigneolitikum skriver man "På åtminstone 16 platser i socknarna Fjälkinge, Gustav Adolf och Nosaby har det gjorts fynd av tidigneolitiska flintyxor, framförallt spetsnackiga yxor. Några boplatslämningar av tidigneolitisk karaktär har inte undersökts i direkt närhet av det nu aktuella vägområdet."
Det finns flera stenåldersboplatser bland annat vid Legeved och söder om Fjälkinge där motorvägen går. Den senare platsen kallas Hunneberget idag och ligger där trafikplatsen vid Fjälkinge finns. Flera lokaler i skilda miljöer som utgör utmärkta lägen både för centrala platser som bosättningar av olika karaktär berördes av vägutbyggnaden. Fornlämningen Raä 76 i Fjälkinge socken som är placerad i ett exponerat läge på en platå omgiven av megalitgravarna vid Fjälkinge och Viby, har mycket goda förutsättningar att hysa en plats med centrala funktioner för bygdens neolitiska samhälle. Utgrävningarna visade också att platsen hyst en neolitisk samlingsplats. E22 berörde också flera ordinära agrart präglade boplatser. Fjälkinge har tre kända megalitgravar varav 2 är bevarade. 1928 grävde Folke Hansen ut megalitgraven centralt i Fjäkinge. På 1890-talet hade Hans Hildbrand undersökt megalitgraven vid Kulinar. Fynden redovisas i "Die Funde aus Dolmen und Ganggräbern in Schonen, Schweden. 1, Das Härad Villand.Det finns också fler hällkistor från neolitisk tid som har lämnat fynd från bronsåldern. Området vid Fjälkinge var en sandig hed i förhistorisk tid. Kalkrik sandig mark var bra mark för det primitiva jordbruket under stenåldern. Senare sandflykt har bidragit till att boplatser har översandats och därmed bevarats men blivit svårare att hitta då de är dolda under medeltida flygsand.

### Bronsålder
Nordväst om Fjälkinge på gränsen mot Österlöv låg en samling bronsåldershögar, och sådana fanns också söder om Fjälkinge mot Legeved. I Fjälkingeområdet finns några kända registrerade bronsåldershögar från äldre bronsålder, som till exempel RAÄ 1 och 2, samt nr 43 i Fjälkinge socken. I samband med olika marktäkter och jordbruksarbete i området har man under tidigare delen av 1900-talet funnit några urnor med ben vilka är resterna efter några urnegravfält från yngre bronsålder, RAÄ 35 och RAÄ 160 i Fjälkinge socken (ATA Dnr 1440, ATA Dnr 1402 och ATA Dnr 4205). Bronsfynd från Fjälkinge finns det ett fåtal av. Bronsföremål som hittats är svärd, rakknivar i brons, bronsdolk, några kända skattfynd och ett fynd i en torvmosse vid Legeved som bestod av ett svärd i brons. Området där Fjälkinge by senare byggdes upp verkar inte ha haft några bronsåldershögar men det kan vara en källkritisk brist. Högarna kan ha avlägnats så tidigt att vi inget vet om dessa.
Bronsålderssamhället har uppfattats på två olika sätt historiskt. Dels som ett i grunden jämlikt samhälle, dels som ett skiktat, starkt hierarkiskt samhälle som dominerades av en elit. Idag dominerar den senare synen forskningen men den är inte helt allmänt accepterad. Jordbruket blev av större vikt under yngre bronsålder. Tidigare såg man på gårdsstrukturen i bronsålder som flyttande ensamgårdar. Senare stora utgrävningar i Fosie i Skåne, Apalle i Uppland och Pryssgården i Östergötland, visar att bebyggelsen där snarare förefaller ha varit bestående av en fast och samlad gårdsstruktur. I Fjälkinge fann man flera bronsåldershus vid utgrävningarna i samband med E22-utbyggnaden söder om byn.

### Järnålder
Fjälkinges järnålder är väl belyst genom arkeologiska undersökningar. Främst gäller detta den yngre järnåldern och då i synnerhet vikingatiden, bland annat genom undersökningar av två vikingatida gravfält belägna centralt i samhället. Sämre ställt är det med våra kunskaper om järnåldersbebyggelsen i samhällets omgivningar och då i synnerhet den äldre järnålderns lämningar. Det främsta fyndet från yngre järnålder i Fjälkinge som talar för att orten hade centrala funktioner är ett extremt stort långhus från folkvandringstid. Huset var 59 m långt och till gården hörde sannolikt även ett mindre förrådshus. Från vikingatid och tidig medeltid finns det däremot ett stort material i form av flera undersökningar med långhus, grophus, en brunn, avfallsgropar och kulturlager. Till denna tidsperiod hör också två vikingatida gravfält, en vikingatida/tidig medeltida silverskatt samt några lösfynd och detektorfynd av vikingatida bronsföremål. Andra indikationer för att Fjälkinge förmodligen har haft centrala funktioner är den tidigmedeltida stenkyrkan med ett brett västtorn, men även den genom arkeologiska undersökningar kända, omfattande vikingatida bebyggelsen och skelettgravfälten. En viktig fråga är vad som föregår denna utveckling, dvs. om några indikationer på centralitet kan urskiljas redan tidigare. En sådan indikation kan vara den nyligen funna romerska bronsstatyetten.

## Historia
Det första kända namnet på Fjälkinge är Fialkinn, belagt 1135. Det är troligen en avledning av ordet fjäll, "högt berg", med syftning på Fjälkinge backe. Häradstinget för Villands härad var lokaliserat till Fjälkinge. Fjälkinge var en ovanligt stor by med fler gårdar än vanligt. Den nuvarande tätorten växte fram omkring järnvägsstationen som uppfördes 1874. Den växte snabbt i storlek under tiden då Fjälkinge var en självständig kommun och under den gröna vågen. Orten växte främst genom småhusbebyggelse och blev en förort till Kristianstad med omfattande bilpendling till arbetsplatser i närheten. Omkring 1990 upphörde tillväxten men befolkningen har varit stabil.

### Befolkningsutveckling
Den östra delen av Fjälkinge räknades fram till 2010 av Statistiska centralbyrån som en separat småort, "Fjälkinge (östra delen)", men ingår från 2015 i den större tätorten. 
| Befolkningsutvecklingen i Fjälkinge 1960–2020 | Befolkningsutvecklingen i Fjälkinge 1960–2020 | Befolkningsutvecklingen i Fjälkinge 1960–2020 | Befolkningsutvecklingen i Fjälkinge 1960–2020 | Befolkningsutvecklingen i Fjälkinge 1960–2020 |
| --------------------------------------------- | --------------------------------------------- | --------------------------------------------- | --------------------------------------------- | --------------------------------------------- |
|                                               |                                               |                                               |                                               |                                               |
| År                                            |                                               |                                               | Folkmängd                                     | Areal (ha)                                    |
| 1960                                          | 1960                                          |                                               | 815                                           |                                               |
| 1965                                          | 1965                                          |                                               | 940                                           |                                               |
| 1970                                          | 1970                                          |                                               | 1 054                                         |                                               |
| 1975                                          | 1975                                          |                                               | 1 193                                         |                                               |
| 1980                                          | 1980                                          |                                               | 1 395                                         |                                               |
| 1990                                          | 1990                                          |                                               | 1 685                                         | 134                                           |
| 1995                                          | 1995                                          |                                               | 1 708                                         | 134                                           |
| 2000                                          | 2000                                          |                                               | 1 706                                         | 134                                           |
| 2005                                          | 2005                                          |                                               | 1 639                                         | 135                                           |
| 2010                                          | 2010                                          |                                               | 1 690                                         | 135                                           |
| 2015                                          | 2015                                          |                                               | 1 832                                         | 186                                           |
| 2020                                          | 2020                                          |                                               | 1 860                                         | 191                                           |
|                                               |                                               |                                               |                                               |                                               |

| Befolkningsutvecklingen i Fjälkinge (östra delen) 1990–2010                         | Befolkningsutvecklingen i Fjälkinge (östra delen) 1990–2010 | Befolkningsutvecklingen i Fjälkinge (östra delen) 1990–2010 | Befolkningsutvecklingen i Fjälkinge (östra delen) 1990–2010 | Befolkningsutvecklingen i Fjälkinge (östra delen) 1990–2010 |
| ----------------------------------------------------------------------------------- | ----------------------------------------------------------- | ----------------------------------------------------------- | ----------------------------------------------------------- | ----------------------------------------------------------- |
|                                                                                     |                                                             |                                                             |                                                             |                                                             |
| År                                                                                  |                                                             |                                                             | Folkmängd                                                   | Areal (ha)                                                  |
| 1990                                                                                | 1990                                                        |                                                             | 58                                                          | 8#                                                          |
| 1995                                                                                | 1995                                                        |                                                             | 56                                                          | 9#                                                          |
| 2000                                                                                | 2000                                                        |                                                             | 61                                                          | 9#                                                          |
| 2005                                                                                | 2005                                                        |                                                             | 61                                                          | 9#                                                          |
| 2010                                                                                | 2010                                                        |                                                             | 65                                                          | 9#                                                          |
| Anm.: Kallades "Kristianstad:1" 1990. Ingår sedan 2015 i "Fjälkinge". # Som småort. |                                                             |                                                             |                                                             |                                                             |

## Samhället

### Kollektivtrafik
Fjälkinge ligger utmed Sölvesborg–Kristianstads Järnväg, invigd 1874. I början av 1900-talet skapades Blekinge kustbana genom uppköp av flera olika smalspårsbanor, varav denna var en. 1957, sedan banan förstatligats, hade hela Blekinge kustbana breddats till normalspår, och 2007 var banan elektrifierad. Det skapade förutsättning för satsningen Pågatåg Nordost, och Fjälkinge station var en av de tio orter som återfick tågstopp i december 2013.
Fjälkinge station har idag (2025) en avgång i timmen i vardera riktningen med pågatåg på linjen Kristianstad–Karlshamn och en avgång i timmen med buss på linjen Kristianstad–Bromölla. Färdtiden för buss till Kristianstads centralstation är 19 minuter. Samma sträcka med tåg tar 9 minuter.
Därutöver finns en anropsstyrd linje från Fjälkinge station till Vånga via Barum, som på vardagar (2025) erbjuder 5 turer i vardera riktning.

### Landsvägskommunikationer
Utanför Fjälkinge går motorvägen E22:an mellan Kristianstad och Sölvesborg. Denna väg byggdes först 1939 som en del av dåvarande riksväg 15 och döptes sedan om till E66 och senare E22. Etappen Hammar-Fjälkinge byggdes om till motorväg de första åren efter år 2000. Delen Fjälkinge-Gualöv håller på att byggas 2024 och ska ansluta till motorvägen Gualöv-Bromölla som var klar 2004.

### Byggnader
Fjälkinge kyrka är den äldsta byggnaden i orten. Dess äldsta del västtornet är från ca 1140. Fjälkinge Tingshus byggdes med en våning 1770 men påbyggdes med en andra våning 1867. Till tingshuset hör en byggnad med häradshäkte där Yngsjömörderskan Anna Månsdotter satt häktad. Fjelkinge gästgivaregård med anor från 1600-talet brann upp 1880 men stod åter nybyggt 1881. Verksamheten som gästgiveri upphörde på 1980-talet och ett tag var gården lokal för Fjälkinge Scoutkår. År 2010 beslutades att gästgivargården skulle byggas om till lägenheter. Fjälkinges gamla kommunalhus ligger vid torget i Fjälkinge. Där låg också Villands härads sparbanks byggnad. Sparbanken grundades 1862 och uppgick 1970 i Kristianstads Sparbank. Fjälkinge har också två äldre skolbyggnader. Den nuvarande skolan är ombyggd till högstadieskola på 1990-talet. Vid torget i Fjälkinge låg också Sallroths affär, senare omdöpt till A-livs. Det var en ICA-butik. Den brann upp på 1980-talet men byggdes upp i en ny byggnad efter något år. 2013 drabbades den nya lokalen av en brand med den byggdes upp på nytt.

### Natur och omgivningar
I anslutning till orten ligger naturreservatet Fjälkinge backe. Reservatet skapades 1968. Förutom Fjälkinge Backe finns Lille Backe. Dessa backar var i äldre tid ekbevuxna och kallades "Store och Lille Eg". Lille backe var häradets avrättningsplats.

## Personer från Fjälkinge
Johan Henrik Thomander (1798–1865), professor, biskop, författare och ledamot av Svenska akademien 1855–1865 på stol nummer 18, föddes i Fjälkinge prästgård.